# エウスミルス
エウスミルス（Eusmilus：「真の剣」の意）は後期始新世から前期漸新世 (37.2-28.4 Ma) にかけてヨーロッパに生息していたニムラブス科食肉類の1属。

## 分類

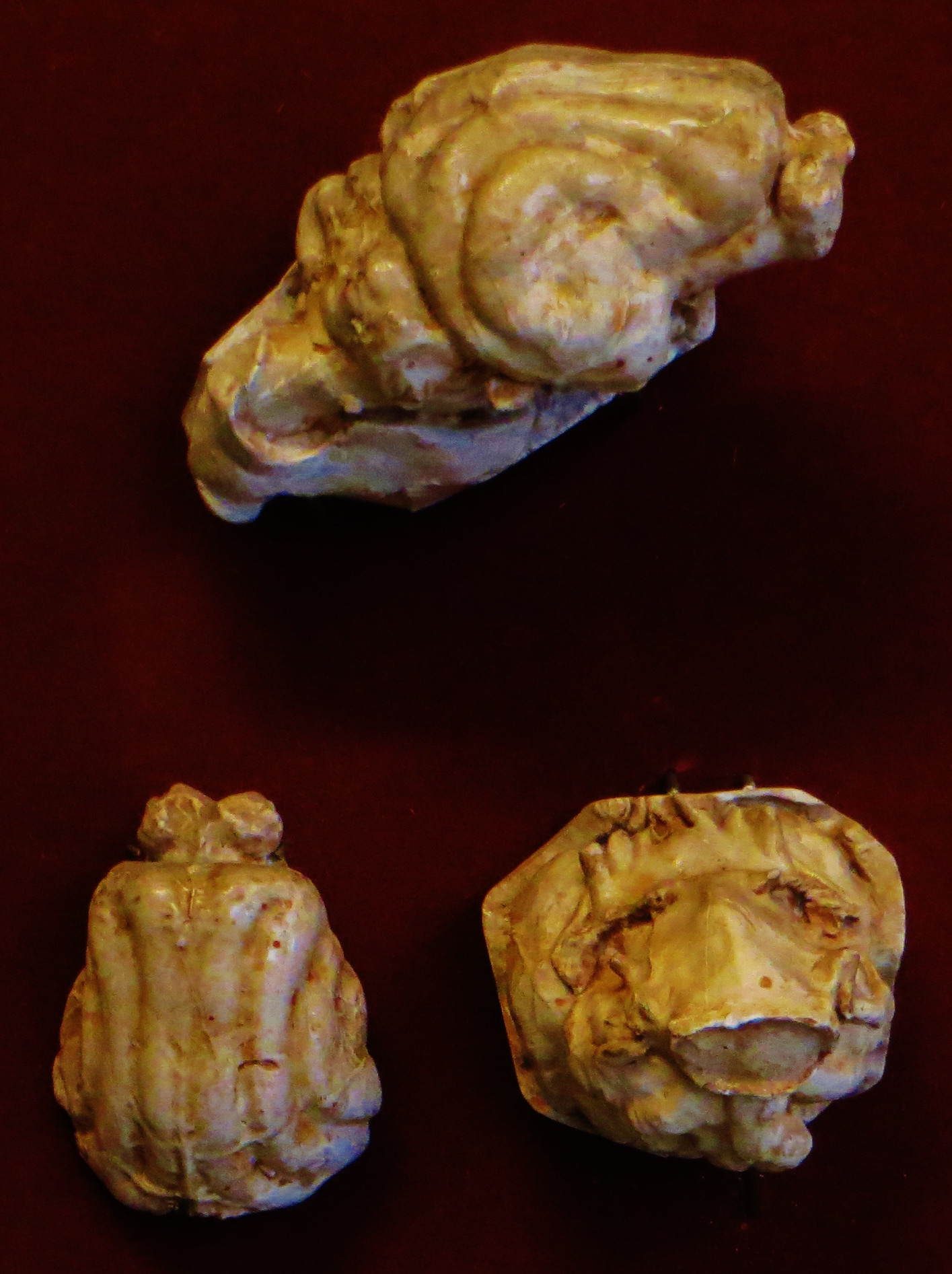
E. bidentatus の脳頭蓋キャスト

エウスミルスには、E. bidentatus、E. villebramarensis、E. adelos の3つの有効な種がある。Ekgmoiteptecela MacDonald, 1963 はエウスミルスのシノニムであるとする研究者もいるが、実際にはホプロフォネウスのシノニムである。3番目の種であるE. adelosは2021年に記載されたもので、本属最大種候補である。
2016年に行われた研究では、エウスミルスは有効な属ではないことが主張され、北アメリカ産の全種がホプロフォネウス属へ移動された。
一方でE. adelosの発見は、ニムラブス科が進化の道筋に沿って円錐状犬歯・ダーク型犬歯・シミター型犬歯を派生させ、その道筋は数千万年後に真のネコ科が収斂進化させたように、剣状歯と円錐歯へ続く2つの道に分かれていった事を示唆している。

## 形態
エウスミルスのほとんどの種は長い身体を持ち体高はヒョウほどだったが、E. adelos種は小型のライオンぐらいの大きさでニムラブス科のホプロフォネウス亜科の中では最大である。エウスミルスには長い剣状歯がありまるで剣歯虎のように見えるが、実際にはいわゆる「偽剣歯虎」の仲間である。ほとんどはヒョウほどの大きさで、現代のヒョウと比較して長い身体と短い脚を持つ。体長が2.5 m に達するものもいた。エウスミルスは多くの歯を失っており、食肉目の基本歯数が44本なのに対し、26本の歯を持つのみである。その口は90°まで開くことが可能で、剣状歯が適切に使用できるようになっていた。骨質の鍔がエウスミルスの下顎から突き出ており、その剣状歯を保護していた（これは類縁の遠い有袋類のティラコスミルスやネコ科のメガンテレオン (Megantereon) にも見られるものである）。同じニムラブス科に属するニムラブスとエウスミルスとの間に闘争があった証拠が化石として残されている。

## 成長と発達
エウスミルスの幼獣と亜成体が発見されているが、その骨格の調査から彼らの剣状歯の萌出はかなり遅かったらしいことが判明し、比較的長い期間母親に依存した生活を送っていたことが示唆されている。エウスミルスの乳歯は（その萌出に際して）効率的に狩ができるほど充分に大きかった。これらの乳犬歯の別の利点として、永久歯の成長が遅いために、もし乳犬歯が破損したとしてもニムラブス科には新しい剣状歯が揃う機会があと一回ある、という点がある